# Église Sainte-Geneviève de Mouzon
L'église Sainte-Geneviève est une église située à Mouzon, en France, situé dans le périmètre de la ville actuelle mais hors des murs de la cité médiévale, sur l'ancienne voie romaine.

## Description
À l'intérieur, la nef a la simplicité des églises rurales romanes ardennaises, avec de gros piliers ronds. L'abside et le transept sont plus récents avec un fenestrage plus élaboré.
Les vitraux de la nef ont été conçus et mis en place par une artiste locale dans les années 2000.

## Localisation
L'église est située sur la commune de Mouzon, dans le département français des Ardennes.

## Historique
L'église est située dans la ville actuelle de Mouzon mais en dehors de la cité médiévale, non protégée par les anciennes fortifications, sur l'ancienne voie romaine. Elle comporte une nef que l'on peut dater du XIIe siècle, un chœur et un transept reconstruits au XVIe siècle, comme l'atteste une clé de voute du bras nord du transept datée de 1575.
L'édifice est inscrit au titre des monuments historiques en 1987.